# FN HMP機槍筴艙
FN HMP（意為：重機槍筴艙）是一款由比利时埃斯塔勒國營工廠所研製和生產的機槍筴艙系統，筴艙以內搭載著一挺GAU-21/A12.7×99毫米（.50 BMG）北約口徑航空型重機槍。

## 概述
1970年代，埃斯塔勒國營工廠研製HMP，並且在多年來一直穩步改進。該武器系統的第一個版本，即HMP250，能夠裝填250發.50 BMG彈藥，並且架接在北約14英吋標準掛點以下。這使得該武器可適用於北約的所有常見的亞音速固定翼戰鬥机和旋翼機系統以上。該武器系統採用電子控制擊發及保險系統，主要用於密接空中支援。
在接下來的十多年當中，隨後推出了不同的版本，不同之處僅在於其他版本可裝填更多的彈藥、在筴艙以下裝有附加的收集箱，或是裝填250發彈藥和三枚70毫米非制導火箭彈的RMP（意為：火箭及機槍筴艙）版本。
用作武器的重機槍本身裝設在筴艙以內用以保持穩定的軟式槍架系統之上，由此控制和減緩重機槍的後座力。這樣就可提高搭載的武器的精度。而設於重機槍槍架以下的彈箱設計可保證彈鏈平穩滑動，不受航空器的機動或加速影而留下卡彈或結累污垢的風險。各款HMP可以容納及發射所有標準的.50 BMG口徑彈藥。
為了發揮機槍筴艙的性能，還可在駕駛座艙的飛行儀表以上安裝與筴艙相配的D-PC武裝管理系統（意為：數字化筴艙控制器）和數字化抬頭顯示器。前者既能記錄筴艙以內的剩餘彈數或重新待擊筴艙搭載的機槍，部份型號還可用作機槍筴艙以外其他機載武器的火控裝置。後者用作筴艙的瞄具以顯著提高其射擊精度，以減少駕駛員的工作量並縮短尋獲目標的時間。與這些輔助配備相應的，機槍筴艙也可作數字化。
機槍筴艙能夠在緊急情況（如筴艙損毀）以下從搭載的航空器以上拋棄掉以保全航空器。
這款機槍筴艙系統當中的HMP400 LCC於1987年獲得美国陆军認證；除此以外，還可用於虎式UHT攻擊直升机以上。

## 衍生型
| 版本         | FN HMP250 LCC                         | FN HMP400 LC                          | FN HMP400 LCC                         | FN RMP LC                                              |
| ------------ | ------------------------------------- | ------------------------------------- | ------------------------------------- | ------------------------------------------------------ |
| 空筴艙重量   | 88.00千克 （194磅）                   | 89.36千克 （197磅）                   | 89.36千克 （197磅）                   | 96.16千克 （212磅）                                    |
| 上彈重量     | 116.57千克 （257磅）                  | 138.35千克 （305磅）                  | 140.00千克 （308.65磅）               | 159.21千克 （351磅）                                   |
| 長度         | 1,811.02毫米 （71.3英吋）             | 1,940.56 毫米（76.4英吋）             | 1,940.56毫米 （76.4英吋）             | 1,940.56毫米 （76.4英吋）                              |
| 寬度         | 408.94毫米 （16.1英吋）               | 408.94 毫米（16.1英吋）               | 408.94毫米 （16.1英吋）               | 420毫米 （16.54英吋）                                  |
| 高度         | 408.94毫米 （16.1英吋）               | 408.94 毫米（16.1英吋）               | 449.58毫米 （17.7英吋）               | 453毫米 （17.83英吋）                                  |
| 搭載武器     | FN M3P 裝有穿孔式隔熱罩與圓筒型消焰器 | FN M3P 裝有穿孔式隔熱罩與圓筒型消焰器 | FN M3P 裝有穿孔式隔熱罩與圓筒型消焰器 | FN M3P+ 三管70毫米航空火箭發射器                       |
| 彈箱容量     | 250發                                 | 400發                                 | 400發                                 | 250發.50 BMG+ 三枚70毫米航空火箭彈                     |
| 子彈         | 12.7×99毫米NATO（.50 BMG）            | 12.7×99毫米NATO（.50 BMG）            | 12.7×99毫米NATO（.50 BMG）            | 12.7×99毫米NATO（.50 BMG）+ 70毫米無／可制導航空火箭彈 |
| 回收箱       | 彈鏈及彈殼                            | 彈鏈                                  | 彈鏈及彈殼                            | 彈鏈                                                   |
| 掛點         | 北約14英吋標準掛架                    | 北約14英吋標準掛架                    | 北約14英吋標準掛架                    | 北約14英吋標準掛架                                     |
| 最高承受速度 | 马赫0.70—0.75                         | 马赫0.70—0.75                         | 马赫0.70—0.75                         | 马赫0.70—0.75                                          |
| 射速         | 1,025±75（950—1,100）發／分鐘         | 1,025±75（950—1,100）發／分鐘         | 1,025±75（950—1,100）發／分鐘         | 1,025±75（950—1,100）發／分鐘                          |
| 瞄具         | 機載抬頭顯示器                        | 機載抬頭顯示器                        | 機載抬頭顯示器                        | 機載抬頭顯示器                                         |

| 打擊類型                                                                              | 彈種                    | 射程                                             |
| ------------------------------------------------------------------------------------- | ----------------------- | ------------------------------------------------ |
| 武器有效射程                                                                          | —                       | 1,850公尺（2,023.18码，6,069.55英尺，1.15英里）  |
| 對輕裝甲目標的支援火力 （1,000公尺以內的10毫米钢製装甲與500—800公尺的35毫米鋼製裝甲） | 穿甲爆炸燃燒彈 （APEI） | 1,000公尺（1,093.61碼，3,280.84英尺，0.62英里）  |
| 點燃並貫穿集裝箱及坦克                                                                | 穿甲爆炸燃燒彈          | 2,500公尺（2,734.03碼，8,202.1英尺，1.55英里）   |
| 對軟目標的支援及防衛性火力                                                            | —                       | 3,000公尺（3,280.84碼，9,842.52英尺，1.86英里）  |
| 打擊空中目標                                                                          | 穿甲爆炸燃燒彈          | 3,000公尺（3,280.84碼，9,842.52英尺，1.86英里）  |
| 最大射程                                                                              | —                       | 6,500公尺（7,108.49码，21,325.46英尺，4.04英里） |

## 使用國

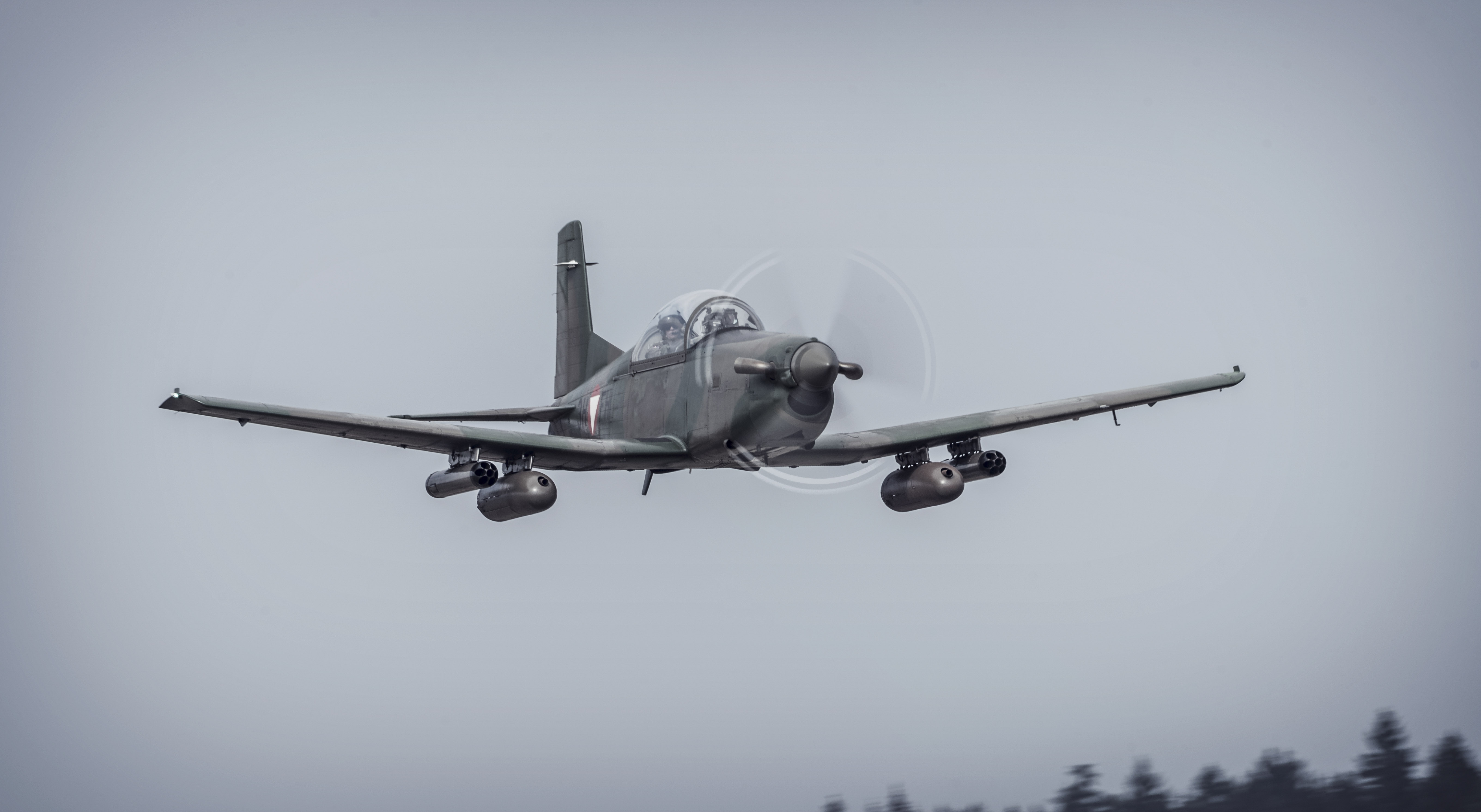
PC-7教練機教練機以上掛載的HMP。

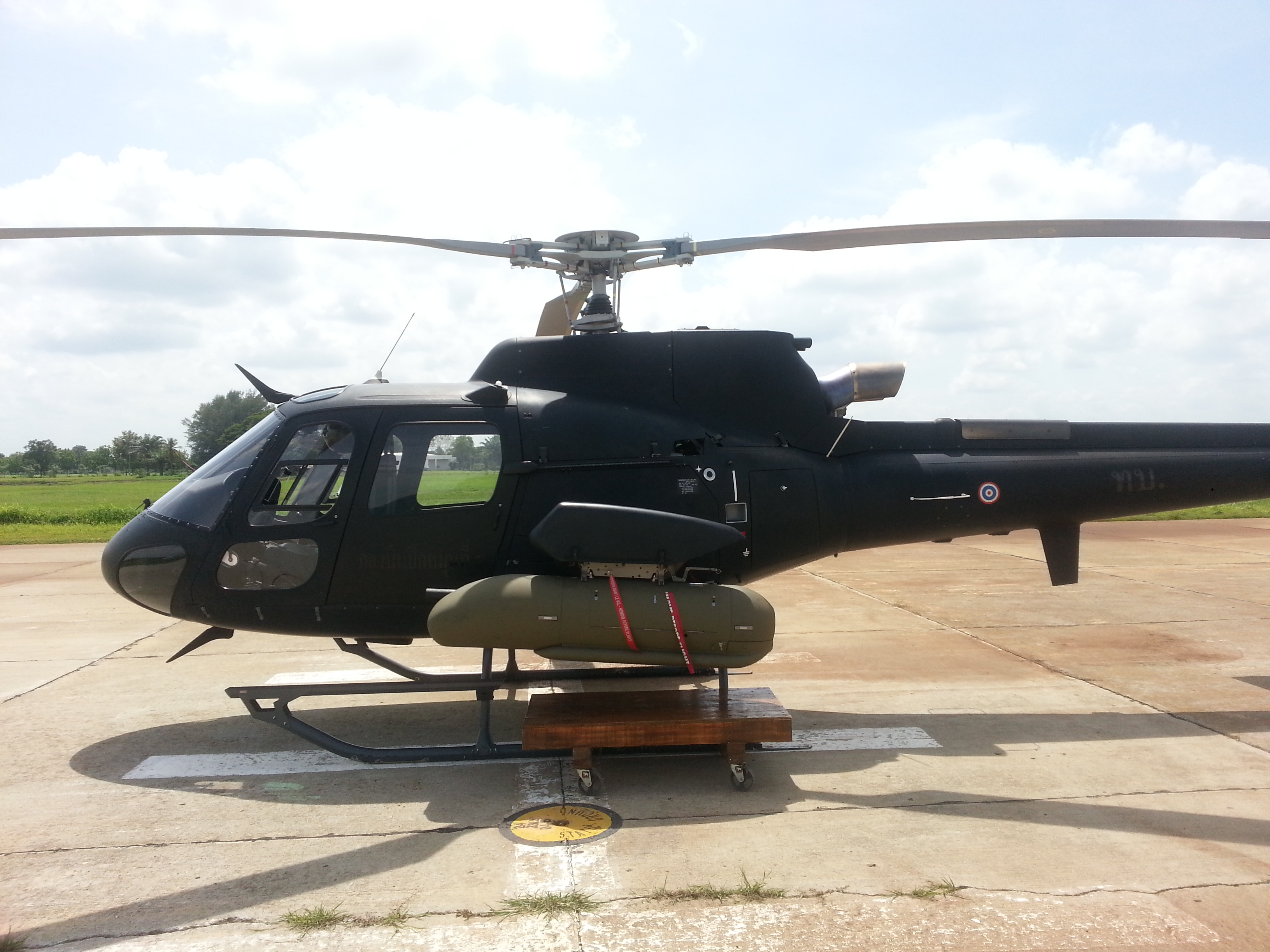
歐直AS550非洲狐直升機以上掛載的HMP400 LCC。

- 奥地利：奥地利空军（英语：Austrian Air Force），型號不明，搭載於PC-7（英语：Pilatus PC-7）教練機。
- 德国：德國聯邦國防軍陸軍，HMP400 LCC，搭載於虎式UHT攻擊直升机。
- 印度尼西亞：印尼陸軍，FN HMP250 LCC，搭載於歐直AS550「非洲狐」（英语：Eurocopter Fennecn）[1][2]和Bo 105（英语：MBB Bo 105）輕型多用途軍用直升機。
- 愛爾蘭：愛爾蘭空軍，FN HMP250 LCC，搭載於PC-9M（英语：Pilatus PC-9）教練機。
- 菲律賓：菲律賓海軍，FN RMP，搭載於阿古斯特维斯特兰AW109直升机。[3]
- 泰國：泰國皇家陸軍，HMP400 LCC，搭載於歐直AS550C3「非洲狐」。
- 美国：美国陆军，HMP400 LCC。